# Bangka
Bangka je jedenáctý největší ostrov Indonésie. Leží blízko východního pobřeží Sumatry, oba ostrovy odděluje průliv Bangka. Bangka je součástí provincie Bangka-Belitung.

## Geografie
Bangka je převážně nížinatý ostrov, nejvyšší vrcholy nepřesahují 700 m n. m. Většinu území pokrývají deštné lesy a zamokřená území. Ostrov je omýván Jihočínským mořem ze severu a Jávským mořem z jihu. Východně od Bangky leží ostrov Belitung. Největším městem je Pangkalpinang na východě ostrova se 150 000 obyvateli.

## Obyvatelstvo
Většinu obyvatel tvoří indonéští Malajci a Číňané, především Hakka. Hustota zalidnění je v rámci Indonésie podprůměrná.

## Ekonomika
Ostrov má významná ložiska cínu, nejdůležitějším centrem zpracování je Muntok na západě ostrova. Dalšími důležitými produkty jsou palmový olej, pryž a bílý pepř.